# 東海林小百合
東海林 小百合（しょうじ さゆり）は、日本のアートディレクター、パッケージデザイナー、グラフィックデザイナー。国内外のビューティー、プレミアムブランドを中心に、パッケージ、広告デザイン、アートディレクションを幅広く手がける。
マーク・ジェイコブスとコラボレーションし、グローバル発売品「DOT MARC JACOBS」の香水ボトルデザインを手がける。同作品で世界3大デザイン賞の一つと呼ばれるiFデザイン賞を受賞のほか、FiFi Awards、Council of Fashion Designers of America、Pentawardsなど受賞歴多数。

## 主な仕事
- Swatch「Alarm Clock」アラームクロックデザイン、1997年
- Coty Inc.「Life by ESPRIT」ボトルデザイン、2003年
- キリンビバレッジ「生茶」パッケージデザイン、2006年
- イッセイミヤケ「Pleats Please」発足ホームページ、限定ショッピングバッグデザイン、Window Display
- イッセイミヤケ「HaaT」ロゴ、VI デザイン
- シュウウエムラ：メイクアップコレクションのアートディレクション
- 金沢大学のロゴ・VIデザイン[5]
- (現)ファイントゥデイ資生堂「FINO」パッケージとロゴデザイン、発表会スペースデザイン
- マーク・ジェイコブス「DOT MARC JACOBS 」香水ボトルデザイン
- デレク・ラム「DEREK LAM 10 CROSBY」香水ボトルデザイン[6]

## 主な受賞歴・審査員歴
- 2001年 - CFDA（USA）Most Stylish.com[7]グランプリ
- 2011年 - SHORT SHORTS FILM FESTIVAL & ASIA 2011 オフィシャルセレクション選出
- 2013年 - FIFI（USA） Fragrance of the Year: Women’s Prestige[8]
- 2013年 - FIFI（UK）Best New Fragrance, The Readers' Choice Award For Women
- 2013年 - DUFTSTARS（FIFI GERNANY）The Best botte Design award
- 2014年 - IFデザイン賞 2014 Fragrance Bottle Design[9]
- 2016年 - 2020年夏季オリンピック・パラリンピックのエンブレム佳作入選[10](作品は未発表)
- 2016年 - TOPAWARD ASIA[11]
- 2017年 - 日本パッケージデザイン大賞 2017 大賞受賞、審査員特別賞
- 2013、2015、2018、2020、2023年 – Pentawards[12] Silver Award[13]
- 2018年 - Allure’s Best of Beauty Awards for 2018
- 2022年 - TOPAWARD ASIA[14]
- 2022年 - 日本パッケージデザイン大賞2023銀賞受賞
- 2023年 - ニューヨークADC賞 銀賞受賞

iFデザイン賞2019年審査委員、 ニューヨークADC Awards（THE ONE CLUB）2020年, 2023年の審査員を務める。